# خانه ساعدی
خانه ساعدی مربوط به سده‌های متأخر دوران‌های تاریخی پس از اسلام است و در شهرستان آران و بیدگل، بخش مرکزی، دهستان سفید دشت، بلوار اصلی روستای علی آباد، کوچه مسجد جامع واقع شده و این اثر در تاریخ ۲۲ آبان ۱۳۸۶ با شمارهٔ ثبت ۲۰۰۳۱ به‌عنوان یکی از آثار ملی ایران به ثبت رسیده است.